# Symploce
Symploce es un género de cucarachas, insectos de la familia Ectobiidae.

## Especies
- Symploce acuminata (Shiraki, 1931)
- Symploce armigera Princis, 1962
- Symploce bicolor (Palisot De Beauvois, 1805)
- Symploce bidiensis Roth, L. M., 1985
- Symploce bifida Princis, 1962
- Symploce bispot Feng & Woo, 1988
- Symploce bispota Woo & P.  Feng, 1988
- Symploce breviramis (Hanitsch, 1929)
- Symploce cavernicola (Shelford, 1907)
- Symploce cristata Rehn, J. A. G. & Hebard, 1927
- Symploce digitifera Rehn, J. A. G., 1922
- Symploce disema Hebard, 1929
- Symploce divisa Princis, 1963
- Symploce flagellata Hebard, 1916
- Symploce furcata (Shiraki, 1931)
- Symploce gigas Asahina, 1979
- Symploce hebardi Princis, 1969
- Symploce incerta (Hanitsch, 1929)
- Symploce incuriosa (Saussure, 1899)
- Symploce indica (Brunner von Wattenwyl, 1865)
- Symploce jamaicana (Rehn, J. A. G., 1903)
- Symploce japonica (Shelford, 1907)
- Symploce jariverensis Roth, L. M., 1986
- Symploce javana Hebard, 1929
- Symploce kanemensis Roth, L. M., 1987
- Symploce kenyensis Chopard, 1938
- Symploce kibalituriensis Roth, L. M., 1986
- Symploce kumari Roth, L. M., 1986
- Symploce larvata (Hanitsch, 1929)
- Symploce lunaris (Shelford, 1911)
- Symploce lundi Roth, L. M., 1987
- Symploce macroptera (Walker, F., 1868)
- Symploce marshallae Kumar, 1975
- Symploce microphthalma Izquierdo & Medina, 1992
- Symploce miyakoensis Asahina, 1974
- Symploce modesta (Brunner von Wattenwyl, 1893)
- Symploce morsei Hebard, 1916
- Symploce munda Gurney, 1942
- Symploce natalensis (Walker, F., 1868)
- Symploce nigroalba (Hanitsch, 1927)
- Symploce okinoerabuensis Asahina, 1974
- Symploce pallens (Stephens, 1835)
- Symploce paralarvata Roth, L. M., 1985
- Symploce pararuficollis Roth, L. M., 1994
- Symploce perpulchra (Shelford, 1907)
- Symploce quadrispinis Woo & P.  Feng, 1992
- Symploce relucens (Gerstaecker, 1883)
- Symploce royi Princis, 1963
- Symploce ruficollis (Fabricius, 1787)
- Symploce sikorae (Saussure, 1891)
- Symploce singaporensis Roth, L. M., 1985
- Symploce somaliensis Roth, L. M., 1986
- Symploce stellatus Feng, P.  & Woo, 1999
- Symploce striata (Shiraki, 1906)
- Symploce strinatii Roth, L. M., 1988
- Symploce stupida Roth, L. M., 1999
- Symploce sudanica Rehn, J. A. G., 1926
- Symploce termitina (Saussure, 1863)
- Symploce testacea (Shiraki, 1908)
- Symploce togoana Roth, L. M., 1987
- Symploce torchaceus Feng, P.  & Woo, 1999
- Symploce transita Bei-Bienko, 1964
- Symploce triangulifera Princis, 1963
- Symploce unistyla Roth, L. M., 1985
- Symploce walkeri Princis, 1969
- Symploce wulingensis Feng, P.  & Woo, 1993
- Symploce yayeyamana Asahina, 1979
- Symploce zarudniana Bei-Bienko, 1950